# Karim Boudiaf
Pour les articles homonymes, voir Boudiaf (homonymie).
Karim Boudiaf, né le 16 septembre 1990 à Gennevilliers (Hauts-de-Seine, France) est un footballeur international qatarien naturalisé, d'origine algérienne. Il évolue au poste de milieu défensif dans le club qatarien du Al-Duhail SC.

## Biographie

### En club
Karim Boudiaf est formé à l'AS Nancy-Lorraine. En 2010, il quitte la France et rejoint le club qatarien du Lekhwiya Sports Club.

### En équipe nationale
Le 11 novembre 2022, il est sélectionné par Félix Sánchez Bas pour participer à la Coupe du monde 2022.

## Palmarès

### En club
- Champion du Qatar en 2011, 2012, 2014, 2015, 2017 et 2018 avec Lekhwiya SC
- Vainqueur de la Coupe Crown Prince de Qatar en 2013 avec Lekhwiya SC

### En sélection
- Vainqueur de la Coupe d'Asie des nations en 2019 avec l'équipe du Qatar